# Houston Texans 2019
La stagione 2019 degli Houston Texans è stata la 18ª della franchigia nella National Football League, la sesta con Bill O'Brien come capo-allenatore. Fu anche la prima stagione completa che non fu sotto la proprietà di Bob McNair, scomparso nella stagione 2018. Fu quindi la prima stagione completa sotto la proprietà di Janice McNair e D. Cal McNair. Per la prima volta nella sua storia, la squadra giocò a Londra, contro i Jacksonville Jaguars. Il 7 giugno 2019, i Texans licenziarono il general manager Brian Gaine dopo una sola stagione.
I Texans tentarono di replicare il record di 11–5 del 2018 malgrado l'avere scambiato l'ex prima scelta assoluta Jadeveon Clowney con i Seattle Seahawks per una scelta del terzo giro e due giocatori. Tuttavia, per il terzo anno consecutivo persero la prima gara stagionale contro i New Orleans Saints. La prima vittoria giunse nella settimana 2 contro i Jaguars. Con una vittoria sui Tampa Bay Buccaneers, la squadra si aggiudicò il quarto titolo di division nelle ultime sei stagioni e il sesto complessivo. Il bilancio finale fu di 10 vittorie e 6 sconfitte.
I Texans batterono i Buffalo Bills nel turno delle wild card dei playoff per 22–19 ai tempi supplementari malgrado l'essersi trovati in svantaggio per 16–0. Al contrario, la settimana successiva furono eliminati dai Kansas City Chiefs futuri vincitori del Super Bowl perdendo per 51–31 dopo essere stati in vantaggio per 24-0 nel secondo periodo.

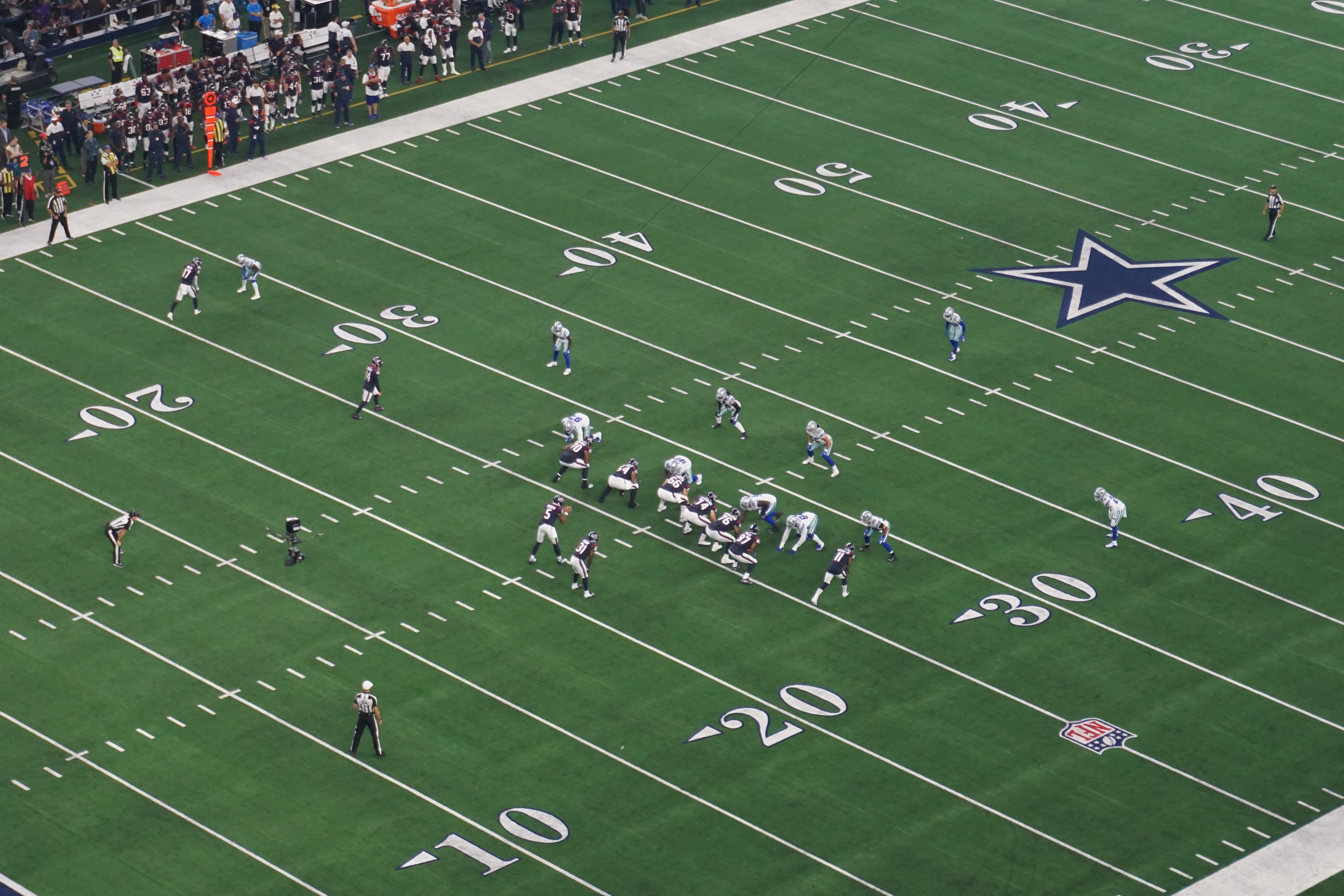
L'attacco di Houston contro Dallas nella pre-stagione 2019

## Scelte nel Draft 2019
| Scelte dei Texans nel Draft 2019 |        |                    |       |                   |
| Giro                             | Scelta | Giocatore          | Ruolo | College           |
| 1                                | 23     | Tytus Howard       | OT    | Alabama State     |
| 2                                | 54     | Lonnie Johnson Jr. | CB    | Kentucky          |
| 2                                | 55     | Max Scharping      | OT    | Northern Illinois |
| 3                                | 86     | Kahale Warring     | TE    | San Diego State   |
| 5                                | 161    | Charles Omenihu    | DE    | Texas             |
| 6                                | 195    | Xavier Crawford    | CB    | Central Michigan  |
| 7                                | 220    | Cullen Gillaspia   | RB    | Texas A&M         |

## Staff
| Staff degli Houston Texans nel 2019 |
| --- |
| Organi dirigenziali - Proprietario – Fondo di Bob McNair - Presidente – Jamey Rootes - General manager – Chris Olsen (interim) - Vicepresidente esecutivo delle operazioni sportive – Rick Smith - Vicepresidente senior dell'amministrazione sportiva – Chris Olsen - Direttore degli osservatori del college – James Lipfert - Assistente del direttore degli osservatori del college – Mike Martin - Direttore del personale professionistico – Rob Kisiel - Assistente direttore personale prof. – C.J. Leak Capo allenatore - Capo–allenatore/Coordinatore offensivo – Bill O'Brien - Assistente del capo–allenatore/Coordinatore difensivo – Romeo Crennel Altri allenatori - Preparatore atletico – Mike Eubanks - Assistente p.a. – Brian Cushing - Assistente p.a. – Joe Distor Allenatori dell'attacco - Quarterback – Carl Smith - Running back – Danny Barrett - Wide receiver – John Perry - Tight end – Will Lawing - Offensive line – Mike Devlin - Assistente offensivo – T.J. Yates - Assistente offensivo/Special team – Wes Welker Allenatori della difesa - Defensive line – Anthony Weaver - Assistente difensivo senior/Outside linebacker – John Pagano - Inside linebacker – Bobby King - Defensive back – Anthony Midget - Assistente d.b. – D'Anton Lynn - Controllo qualità della difesa – Akeem Dent Allenatori dello special team - Coordinatore dello Special team – Brad Seely - Assistente – Tracy Smith |

## Roster
| Roster degli Houston Texans nel 2019 |
| --- |
| Quarterback - 2 A.J. McCarron - 4 Deshaun Watson Running Back - 44 Cullen Gillaspia FB - 38 Buddy Howell - 23 Carlos Hyde - 25 Duke Johnson - 34 Taiwan Jones Wide Receiver - 14 DeAndre Carter - 16 Keke Coutee - 15 Will Fuller - 10 DeAndre Hopkins - 12 Kenny Stills Tight End - 89 Jerell Adams - 88 Jordan Akins - 87 Darren Fells - 82 Logan Paulsen Offensive Linemen - 73 Zach Fulton G - 76 Seantrel Henderson T - 71 Tytus Howard T - 63 Roderick Johnson T - 64 Senio Kelemete G - 65 Greg Mancz C - 66 Nick Martin C - 74 Max Scharping T - 78 Laremy Tunsil T Defensive Linemen - 97 Angelo Blackson DE - 92 Brandon Dunn NT - 94 Charles Omenihu DE - 98 D.J. Reader NT - 91 Carlos Watkins DE - 99 J.J. Watt DE Linebacker - 51 Dylan Cole ILB - 41 Zach Cunningham ILB - 58 Peter Kalambayi OLB - 54 Jacob Martin OLB - 55 Benardrick McKinney ILB - 59 Whitney Mercilus OLB - 52 Barkevious Mingo OLB - 57 Brennan Scarlett OLB Defensive Back - 37 Jahleel Addae SS - 30 Cornell Armstrong CB - 22 Aaron Colvin CB - 28 Xavier Crawford CB - 39 Tashaun Gipson FS - 32 Lonnie Johnson Jr. CB - 24 Johnathan Joseph CB - 33 A.J. Moore FS - 20 Justin Reid FS - 21 Bradley Roby CB - 35 Keion Crossen CB Special Team - 8 Trevor Daniel P - 7 Ka'imi Fairbairn K - 46 Jon Weeks LS Lista delle riserve - 83 Jordan Thomas TE (IR) - 53 Duke Ejiofor OLB (IR) - 42 Chris Landrum OLB (IR) - 26 Lamar Miller RB (IR) - 96 Ira Savage-Lewis DE (IR) - 79 David Steinmetz T (IR) - 5 Joe Webb QB (IR) - 19 Isaac Whitney WR (IR) - 56 Xavier Woodson-Luster ILB (IR) - 81 Kahale Warring TE (IR) Squadra di allenamento - 31 Karan Higdon RB - 50 Tyrell Adams ILB - 17 Vyncint Smith WR - 3 Alex McGough QB - 47 Austin Exford S - 67 Albert Huggins DE - 43 Chris Johnson S - 72 Rick Leonard T - 11 Steven Mitchell Jr. WR - 49 Wyatt Ray OLB 53 attivi, 10 inattivi, 10 nella squadra di allenamento |
| Legenda - I rookie sono in corsivo. - Il primo ruolo è il principale mentre gli eventuali successivi indicano i ruoli secondari. - (IR) sta per Injured Reserve ed indica la lista ristretta per un solo giocatore infortunato che può tornare ad allenarsi dopo la settimana 6 e a rientrare in prima squadra dopo che questa ha giocato 8 partite. - (NF-Inj.) / (NF-Ill.) stanno rispettivamente per Non-Football Injured e Non-Football Illness ed indicano le liste dove viene inserito un giocatore che ha un infortunio o una malattia non dipendente dal football americano. - (PUP) sta per Physically Unable to Perform ed indica la lista dove viene inserito un giocatore mentre è in attesa di recuperare la condizione fisica. Nella stagione regolare dopo la sesta partita giocata dalla propria squadra, il giocatore ha tempo tre settimane per riprendere ad allenarsi, più tre settimane aggiuntive dal suo rientro agli allenamenti per rientrare in prima squadra. |

## Calendario

### Stagione regolare
| Stagione regolare |                    |                         |                    |                    |                            |                    |
| Turno             | Data               | Avversari               | Risultato          | Record             | Stadio                     | Sintesi            |
| 1                 | 9 settembre        | at New Orleans Saints   | S 28–30            | 0–1                | Mercedes-Benz Superdome    | Recap              |
| 2                 | 15 settembre       | Jacksonville Jaguars    | V 13–12            | 1–1                | NRG Stadium                | Recap              |
| 3                 | 22 settembre       | at Los Angeles Chargers | V 27–20            | 2–1                | Dignity Health Sports Park | Recap              |
| 4                 | 29 settembre       | Carolina Panthers       | S 10–16            | 2–2                | NRG Stadium                | Recap              |
| 5                 | 6 ottobre          | Atlanta Falcons         | V 53–32            | 3–2                | NRG Stadium                | Recap              |
| 6                 | 13 ottobre         | at Kansas City Chiefs   | V 31–24            | 4–2                | Arrowhead Stadium          | Recap              |
| 7                 | 20 ottobre         | at Indianapolis Colts   | S 23–30            | 4–3                | Lucas Oil Stadium          | Recap              |
| 8                 | 27 ottobre         | Oakland Raiders         | V 27–24            | 5–3                | NRG Stadium                | Recap              |
| 9                 | 3 novembre         | at Jacksonville Jaguars | V 26–3             | 6–3                | Wembley Stadium            | Recap              |
| 10                | Settimana di pausa | Settimana di pausa      | Settimana di pausa | Settimana di pausa | Settimana di pausa         | Settimana di pausa |
| 11                | 17 novembre        | at Baltimore Ravens     | S 7–41             | 6–4                | M&T Bank Stadium           | Recap              |
| 12                | 21 novembre        | Indianapolis Colts      | V 20–17            | 7–4                | NRG Stadium                | Recap              |
| 13                | 1º dicembre        | New England Patriots    | V 28–22            | 8–4                | NRG Stadium                | Recap              |
| 14                | 8 dicembre         | Denver Broncos          | S 24–38            | 8–5                | NRG Stadium                | Recap              |
| 15                | 15 dicembre        | at Tennessee Titans     | V 24–21            | 9–5                | Nissan Stadium             | Recap              |
| 16                | 21 dicembre        | at Tampa Bay Buccaneers | V 23–20            | 10–5               | Raymond James Stadium      | Recap              |
| 17                | 29 dicembre        | Tennessee Titans        | S 14–35            | 10–6               | NRG Stadium                | Recap              |

Note
- Gli avversari della propria division sono in grassetto.

### Playoff
| Stagione regolare |                 |                           |               |        |                   |         |
| Turno             | Data            | Avversari (seed)          | Risultato     | Record | Stadio            | Sintesi |
| Wild Card         | 4 gennaio 2020  | Buffalo Bills (5)         | V 22–19 (dts) | 1–0    | NRG Stadium       | Recap   |
| Divisional        | 12 gennaio 2020 | at Kansas City Chiefs (2) | S 31–51       | 1–1    | Arrowhead Stadium | Recap   |

## Classifiche

### Division
| AFC South            | AFC South | AFC South | AFC South | AFC South | AFC South | AFC South | AFC South | AFC South |
| vedi • disc. • mod.  | V         | S         | P         | PCT       | DIV       | CONF      | PF        | PS        |
| -------------------- | --------- | --------- | --------- | --------- | --------- | --------- | --------- | --------- |
| Houston Texans       | 10        | 6         | 0         | .625      | 4–2       | 8–4       | 293       | 271       |
| Tennessee Titans     | 9         | 7         | 0         | .563      | 3–3       | 7–5       | 276       | 234       |
| Indianapolis Colts   | 7         | 9         | 0         | .438      | 3–3       | 5–7       | 261       | 257       |
| Jacksonville Jaguars | 6         | 10        | 0         | .375      | 2–4       | 6–6       | 220       | 292       |
|                      |           |           |           |           |           |           |           |           |
|                      |           |           |           |           |           |           |           |           |

### Conference
| American Football Conference           | American Football Conference | American Football Conference | American Football Conference | American Football Conference | American Football Conference | American Football Conference | American Football Conference | American Football Conference | American Football Conference | American Football Conference |
| Pos.                                   | Squadra                      | Division                     | V                            | S                            | P                            | PCT                          | DIV                          | CONF                         | SOS                          | SOV                          |
| Capolista di Division                  | Capolista di Division        | Capolista di Division        | Capolista di Division        | Capolista di Division        | Capolista di Division        | Capolista di Division        | Capolista di Division        | Capolista di Division        | Capolista di Division        | Capolista di Division        |
| -------------------------------------- | ---------------------------- | ---------------------------- | ---------------------------- | ---------------------------- | ---------------------------- | ---------------------------- | ---------------------------- | ---------------------------- | ---------------------------- | ---------------------------- |
| 1                                      | Baltimore Ravens             | North                        | 14                           | 2                            | 0                            | .875                         | 5–1                          | 10–2                         | .400                         | .356                         |
| 2                                      | Kansas City Chiefs           | West                         | 12                           | 4                            | 0                            | .750                         | 6–0                          | 9–3                          | .436                         | .414                         |
| 3                                      | New England Patriots         | East                         | 12                           | 4                            | 0                            | .750                         | 5-1                          | 8-4                          | .549                         | .507                         |
| 4                                      | Houston Texans               | South                        | 10                           | 6                            | 0                            | .625                         | 4-2                          | 8-4                          | .441                         | .459                         |
| Wild Card                              |                              |                              |                              |                              |                              |                              |                              |                              |                              |                              |
| 5                                      | Buffalo Bills                | East                         | 10                           | 6                            | 0                            | .625                         | 3-3                          | 7-5                          | .330                         | .214                         |
| 6                                      | Tennessee Titans             | South                        | 9                            | 7                            | 0                            | .563                         | 3-3                          | 7-5                          | .539                         | .452                         |
| In corsa per i play-off                |                              |                              |                              |                              |                              |                              |                              |                              |                              |                              |
| 7                                      | Pittsburgh Steelers          | North                        | 8                            | 8                            | 0                            | .500                         | 3-3                          | 6-6                          | .481                         | .336                         |
| 8                                      | Denver Broncos               | West                         | 7                            | 9                            | 0                            | .438                         | 3-3                          | 6-6                          | .554                         | .353                         |
| 9                                      | Oakland Raiders              | West                         | 7                            | 9                            | 0                            | .438                         | 3-3                          | 5-7                          | .451                         | .404                         |
| 10                                     | Indianapolis Colts           | South                        | 7                            | 9                            | 0                            | .438                         | 3-3                          | 5-7                          | .630                         | .575                         |
| 11                                     | New York Jets                | East                         | 7                            | 9                            | 0                            | .438                         | 2-4                          | 4-8                          | .485                         | .275                         |
| 12                                     | Jacksonville Jaguars         | South                        | 6                            | 10                           | 0                            | .375                         | 2-4                          | 6-6                          | .500                         | .500                         |
| 13                                     | Cleveland Browns             | North                        | 6                            | 10                           | 0                            | .375                         | 3-3                          | 6-6                          | .544                         | .419                         |
| 14                                     | Los Angeles Chargers         | West                         | 5                            | 11                           | 0                            | .313                         | 0-6                          | 3-9                          | .490                         | .300                         |
| 15                                     | Miami Dolphins               | East                         | 5                            | 11                           | 0                            | .313                         | 2-4                          | 4-8                          | .554                         | .450                         |
| 16                                     | Cincinnati Bengals           | North                        | 2                            | 14                           | 0                            | .125                         | 1-5                          | 2-10                         | .639                         | .000                         |
| Criteri di spareggio                   |                              |                              |                              |                              |                              |                              |                              |                              |                              |                              |
| 1.                                     |                              |                              |                              |                              |                              |                              |                              |                              |                              |                              |
| Legenda                                |                              |                              |                              |                              |                              |                              |                              |                              |                              |                              |
| w — wild card ottenuta                 |                              |                              |                              |                              |                              |                              |                              |                              |                              |                              |
| x — partecipazione ai playoff ottenuta |                              |                              |                              |                              |                              |                              |                              |                              |                              |                              |
| y — campioni di division               |                              |                              |                              |                              |                              |                              |                              |                              |                              |                              |
| z — salto del primo turno di play-off  |                              |                              |                              |                              |                              |                              |                              |                              |                              |                              |
| * — vantaggio del campo ottenuto       |                              |                              |                              |                              |                              |                              |                              |                              |                              |                              |

## Premi

### Premi settimanali e mensili
- Whitney Mercilus:

difensore della AFC della settimana 2
- Deshaun Watson:

giocatore offensivo della AFC della settimana 3
giocatore offensivo della AFC della settimana 5
quarterback della settimana 5
giocatore offensivo della AFC del mese di ottobre
giocatore offensivo della AFC della settimana 13
- Angelo Blackson:

giocatore degli special team della AFC della settimana 15